# Anolis desiradei
Espèce
Synonymes
- Anolis marmoratus desiradei Lazell 1964
- Ctenonotus desiradei (Lazell 1964)

Anolis desiradei est une espèce de sauriens de la famille des Dactyloidae. 

## Répartition
Cette espèce est endémique de La Désirade en Guadeloupe.

## Description
Ctenonotus desiradei mesure, queue non comprise, jusqu'à 80 mm pour les mâles et jusqu'à 53 mm pour les femelles.

## Taxinomie
Décrite comme sous-espèce Anolis marmoratus desiradei, elle a été élevée au rang d'espèce par Roughgarden.

## Étymologie
Cette espèce est nommée en référence au lieu de sa découverte, La Désirade.

## Publication originale
- Lazell, 1964 : The anoles (Sauria: Iguanidae) of the Guadeloupéen archipelago. Bulletin of the Museum of Comparative Zoology at Harvard College, no 131, p. 359-401 (texte intégral)..